# 62 del Serpent
62 del Serpent (62 Serpentis) és una estrella de la constel·lació de l'Àguila. Té una magnitud aparent de 5,58.
Malgrat el seu nom, 62 Serpentis està situada dins els límits de la constel·lació de l'Àguila.